# Kosmos 74
Kosmos 74 – radziecki satelita telekomunikacyjny wysłany wraz z bliźniaczymi Kosmos 71, 72, 73, 75. Osiemnasty statek typu Strzała.